# Joseph Atiyeh

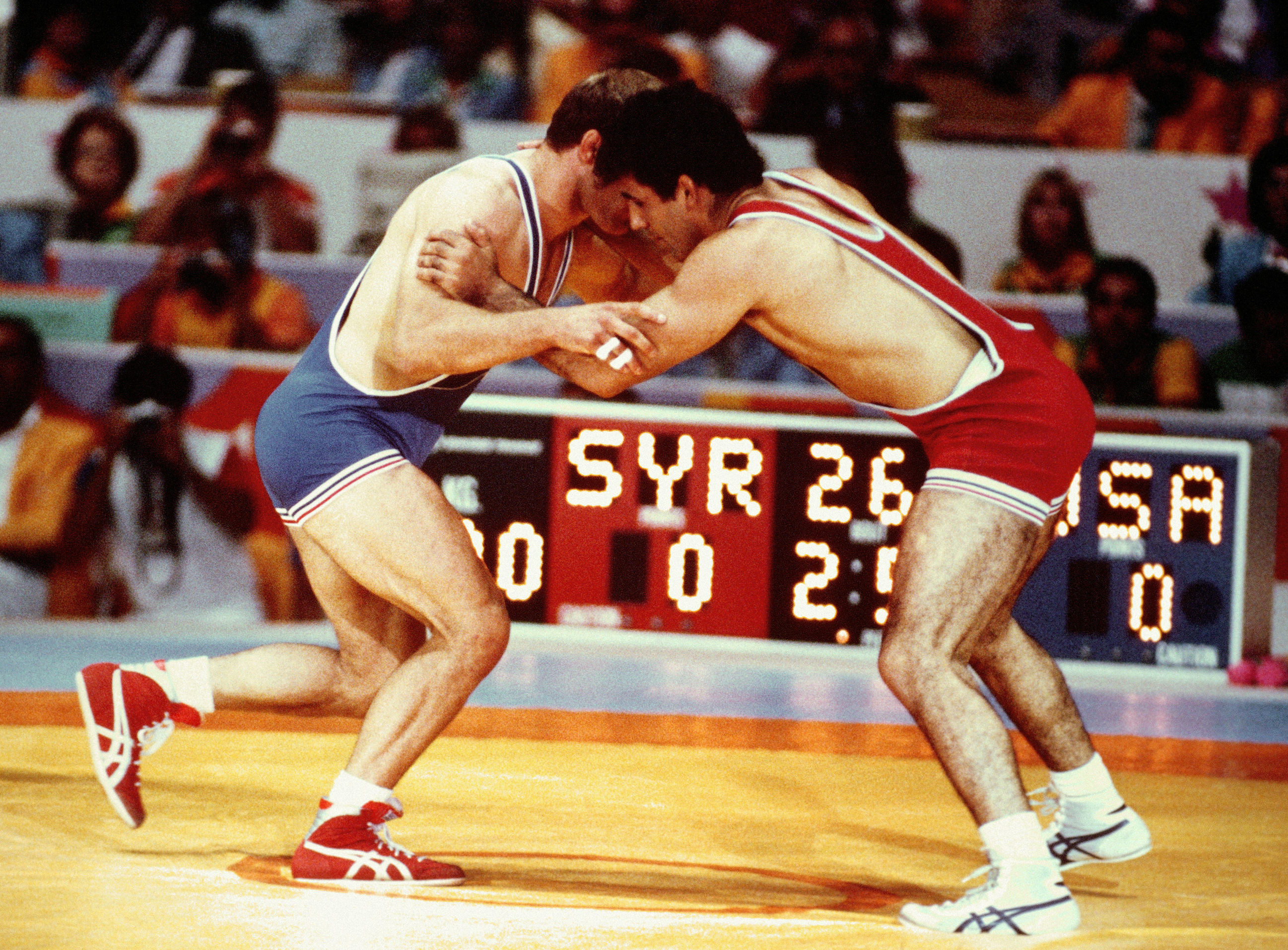
Joseph Atiyeh

Joseph Atiyeh (* 8. Oktober 1957) ist ein ehemaliger syrischer Ringer. Er gewann bei den Olympischen Spielen 1984 in Los Angeles eine Silbermedaille im freien Stil im Schwergewicht.

## Werdegang
Joseph (Joe) Atiyehs Eltern waren aus Amar in Syrien in die Vereinigten Staaten eingewandert und lebten in Allentown (Pennsylvania). In den USA geboren, besaß Joseph ursprünglich nur die US-amerikanische Staatsbürgerschaft. Als Schüler der Dieruff High School begann er als Jugendlicher mit seinen Brüdern Benis und George mit dem Ringen. Gleichzeitig spielte er auch American Football.
Nach der High-School-Zeit besuchte er die Louisiana State University und beteiligte sich auch dort an Ringer-Wettkämpfen. Er startete 1980 und 1981 bei den sog. NCAA-Championships, das ist die US-amerikanische Studentenmeisterschaft. Eine Veranstaltung, die im amerikanischen Ringersport einen sehr guten Ruf hat, weil fast alle bedeutenden US-amerikanischen Ringer aus dem Studentenlager kommen. Joe Atiyeh belegte bei den NCAA-Championships 1980 im freien Stil im Schwergewicht den 8. und im Jahre 1981 den 9. Platz. Weitere Erfolge konnte er nicht erzielen.
1984 erwarb er zusätzlich zur US-amerikanischen Staatsbürgerschaft auch noch die syrische und startete für dieses Land bei den Olympischen Spielen in Los Angeles. Obwohl er vorher nie an einer bedeutenden internationalen Meisterschaft teilgenommen hatte, überzeugte er dort im freien Stil im Schwergewicht mit Siegen über Vasile Pușcașu, Rumänien, Kartar Singh Dillon, Indien und Georgios Pikilidis aus Griechenland. Damit stand er im Kampf um die olympische Goldmedaille dem US-Amerikaner Lou Banach gegenüber, von dem er geschultert wurde. Er gewann damit aber die Silbermedaille und damit die erste Medaille, die je ein syrischer Sportler bis dahin bei Olympischen Spielen gewonnen hatte.
Nach diesem Erfolg erhielt Joe Atiyeh von der syrischen Regierung ein Angebot bei einer Rückkehr nach Syrien einen hohen militärischen Posten zu bekommen. Er blieb aber in den Vereinigten Staaten und betätigte sich bei den LSU Tigers in Baton Rouge als Football-Profi. An weiteren Meisterschaften im Ringen beteiligte er sich nicht mehr.

## Internationale Erfolge
| Jahr | Platz  | Wettbewerb        | Stil | Gewichtsklasse | |
| 1984 | Silber | OS in Los Angeles | F    | Schwer         | mit Siegen über Vasile Pușcașu, Rumänien, Kartar Singh Dillon, Indien u. Georgios Pikilidis, Griechenland u. einer Niederlage gegen Lou Banach, USA |

Anm.: OS = Olympische Spiele, F = Freistil, Schwergewicht, damals bis 100 kg Körpergewicht